# 巨濟市
巨濟市（：／ Geoje si */?）是韓國慶尚南道南部的一個市，由巨濟島及其附屬島嶼組成。面積401.63平方公里，2009年人口229,500人。下分9面、10洞。巨濟市為韓國前總統金泳三和文在寅故鄉。

## 歷史
677年設裳郡。757年時易名巨濟郡。1914年撤郡，1953年復設。1995年設市。

## 姐妹城市
- 大韓民國求禮郡、河東郡
- 關島
- 中华人民共和国龍井市、秦皇島市、啟東市
- 日本八女市